# A-497
La carretera A-497 es una vía de alta capacidad de la Red Intercomarcal que une las localidades onubenses de Huelva capital y Punta Umbría, constituyendo una de las conexiones interurbanas dentro de la comarca metropolitana de Huelva. Pasa junto a los núcleos de población de Corrales, Urbanización Bellavista y Aljaraque.

## Datos de tráfico
La A-497 sale del Paseo Marítimo, en la parte occidental de Huelva, y finaliza en una intersección con la A-5050, próxima a Punta Umbría. La intensidad media de tráfico diario se encuentra en el intervalo de 20 000 a 50 000 vehículos/día, siendo mayor cuanto más cerca de la capital, con un 2-3% de vehículos pesados. La carretera A-497 posee una velocidad media comprendida entre 81 y 90 km/h entre Huelva y Corrales; y superior a 100 km/h en el resto de su recorrido hasta Punta Umbría.

## Tramos
| Denominación | Tramo                       | Año servicio | km   |
| ------------ | --------------------------- | ------------ | ---- |
| A-497        | Huelva-Enlace La Bota       | 1993         | 10,3 |
| A-497        | Enlace La Bota-Punta Umbría | 2003         | 6,1  |

## Salidas
| Salida | Sentido Punta Umbría (Descendente)      | Sentido Huelva (Ascendente)             | Carretera             |
| ------ | --------------------------------------- | --------------------------------------- | --------------------- |
|        | Comienzo de la A-497                    | Fin de la A-497                         |                       |
|        | Autovía                                 | Fin de Autovía                          |                       |
|        | Punta Umbría 16                         | Huelva Av. Molino de la Vega            |                       |
| 3      | Corrales Urb. Nuevo Corrales Bellavista | Corrales Urb. Nuevo Corrales Bellavista | A-492                 |
| 5      | Aljaraque Lepe Sevilla                  | Aljaraque Lepe Sevilla                  | A-5077 A-492 A-49 E-1 |
| 7      | Las Moreras                             | Las Moreras                             |                       |
| 9      | Cartaya El Portil                       |                                         | A-5058                |
| 10     |                                         | El Portil                               | A-5051                |
| 15     | Punta Umbría Resort                     | Punta Umbría Resort                     |                       |
| 16,8   | Travesía                                | Vía rápida                              |                       |
|        |                                         | Huelva 15 Sevilla 125                   |                       |
|        | Fin de la A-497                         | Comienzo de la A-497                    |                       |